# Logone-et-Chari
Logone-et-Chari ist ein Département der Region Extrême-Nord in Kamerun.
Auf einer Fläche von 12.133 km² leben nach der Volkszählung 2005 insgesamt 486.997 Einwohner. Die Hauptstadt ist Kousséri.

## Gemeinden
- Blangoua
- Darak
- Fotokol
- Goulfey
- Hile-Alifa
- Kousséri
- Logone-Birni
- Makary
- Waza
- Zina